# المشورة
كِتَابُ المَشُوْرَةِ المعروف باسم رِسَالَةُ قَابُوس (بالفارسية: قابوس‌نامه)؛ هو كتاب باللغة الفارسية من القرن الخامس الهجري، كتبه الأمير كيكاوس بن إسكندر الزياري. كُتِبَ هذا الكتاب عام 475 هـ. المشورة هو كتاب تعليمات ويعبر عن محتوياته في صورة نصائح وإرشادات.

## الانتقادات
يعتقد جمال زاده أنَّ الكتاب من أثمن كتب الأدب الفارسي من حيث الصياغة والمعنى. كتب كيكاوس الزياري هذا الكتاب نصيحةً لابنه غيلان شاه. يقول تاغي بينش عن محتوى الكتاب: «مصير هذه الكتب لأن القواعد الأخلاقية تقليدية وتخضع للزمان والمكان. هي، تفقد قيمتها تدريجيًا أو تنخفض قيمتها؛ خاصة إذا كان جانبها المنطقي يضعف ويصبح عادات وتقاليد كما هو الحال في معظم كتب الأخلاق الفارسية».

### معلومات المراجع
- Bosworth، C. E. "Kay Kāʾūs b. Iskandar": 815. OCLC:758278456. مؤرشف من الأصل في 2022-06-29. {{استشهاد بدورية محكمة}}: الاستشهاد بدورية محكمة يطلب |دورية محكمة= (مساعدة)
- جمال‌زاده، محمدعلی (1319). "در آیین خنیاگری". مجله موسیقی ع. 3: 2. مؤرشف من الأصل في 2021-11-25.
- بینش، تقی (1346). "قابوس نامه". نامهٔ آستان قدس ع. 26–27: 168–171. مؤرشف من الأصل في 2022-03-19. اطلع عليه بتاريخ 2022-03-19.

## وصلات خارجية
- قابوس‌نامه في بوابة العلوم الإنسانية.